# Гаршино (Северо-Казахстанская область)

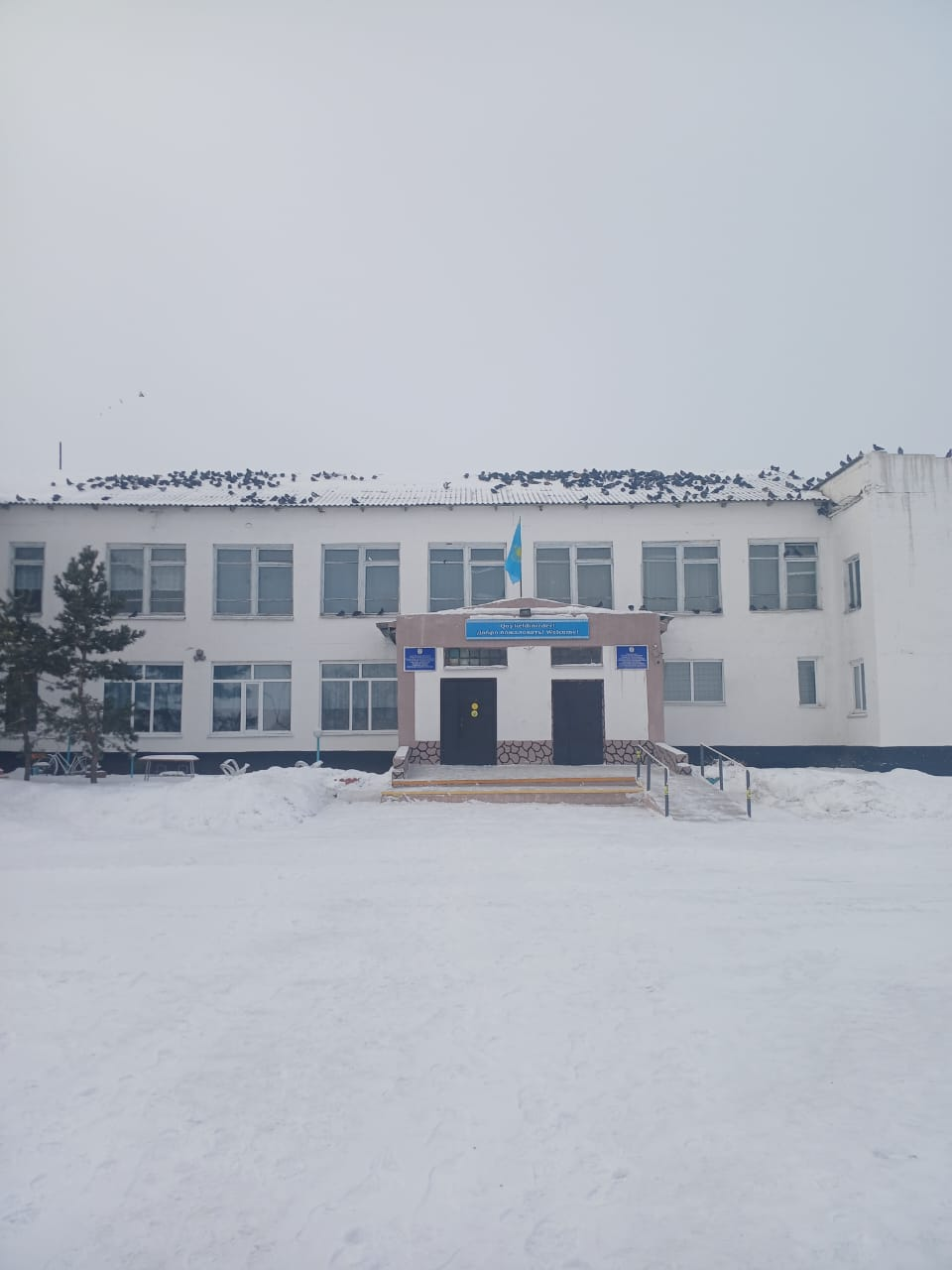
Гаршинская СШФото было сделано учениками 11 класса Батталова Жансая, Биркен Абылай, Укан Махамбет,Шаповалова Юлия и учителем информатики Қайрат Еркебулан Аскаровичем

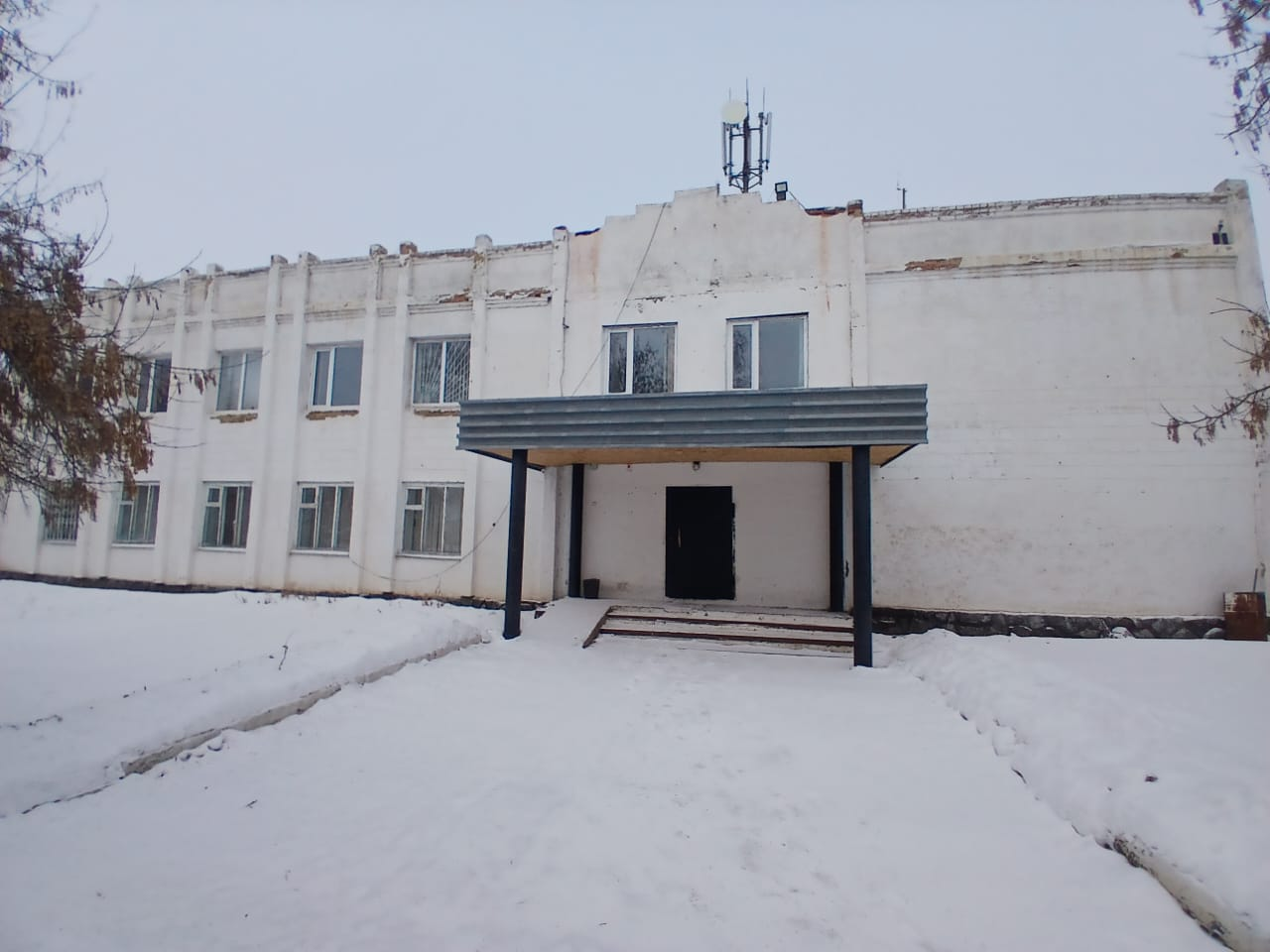
Контора

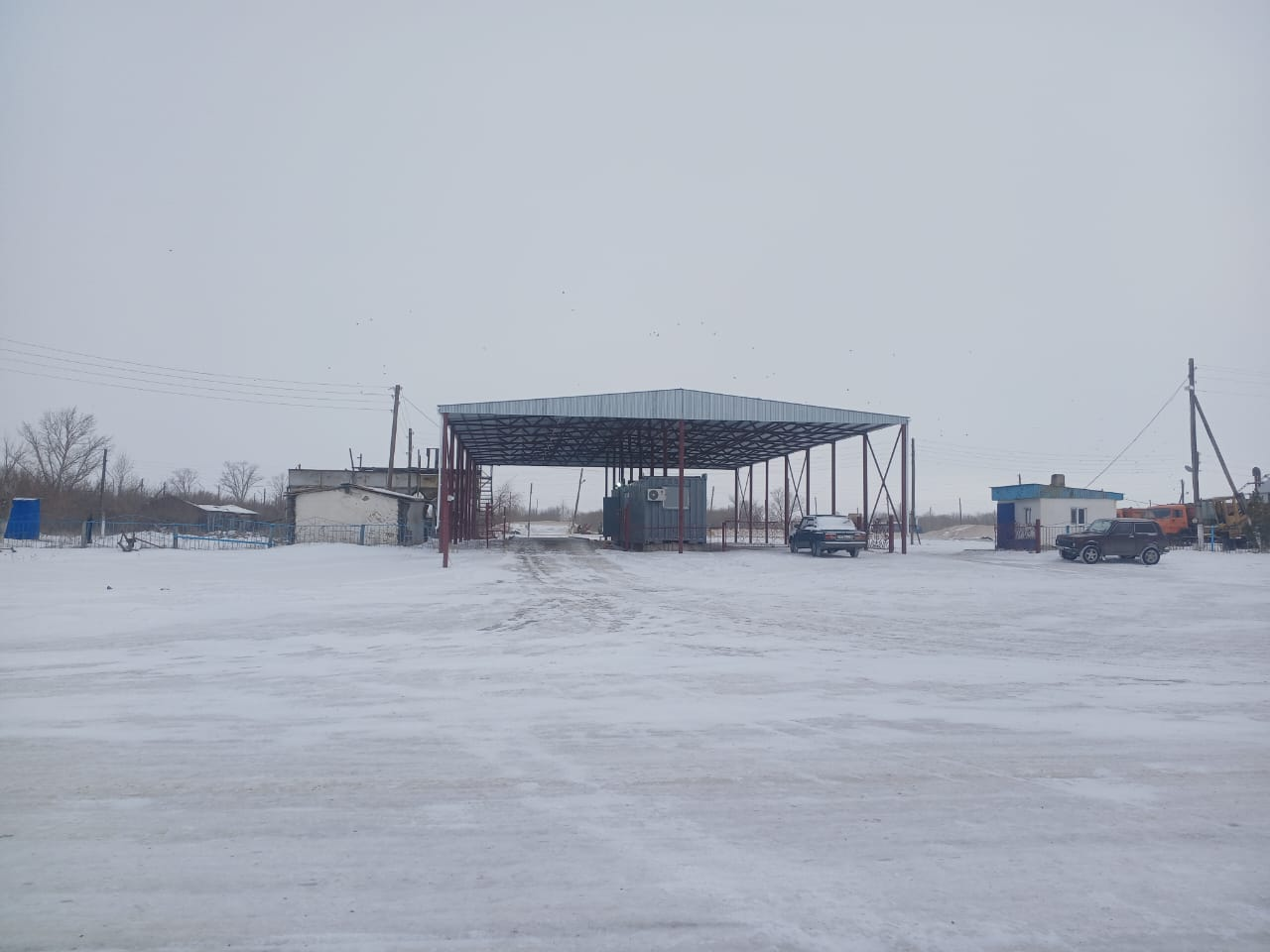
Центральный ток 2024

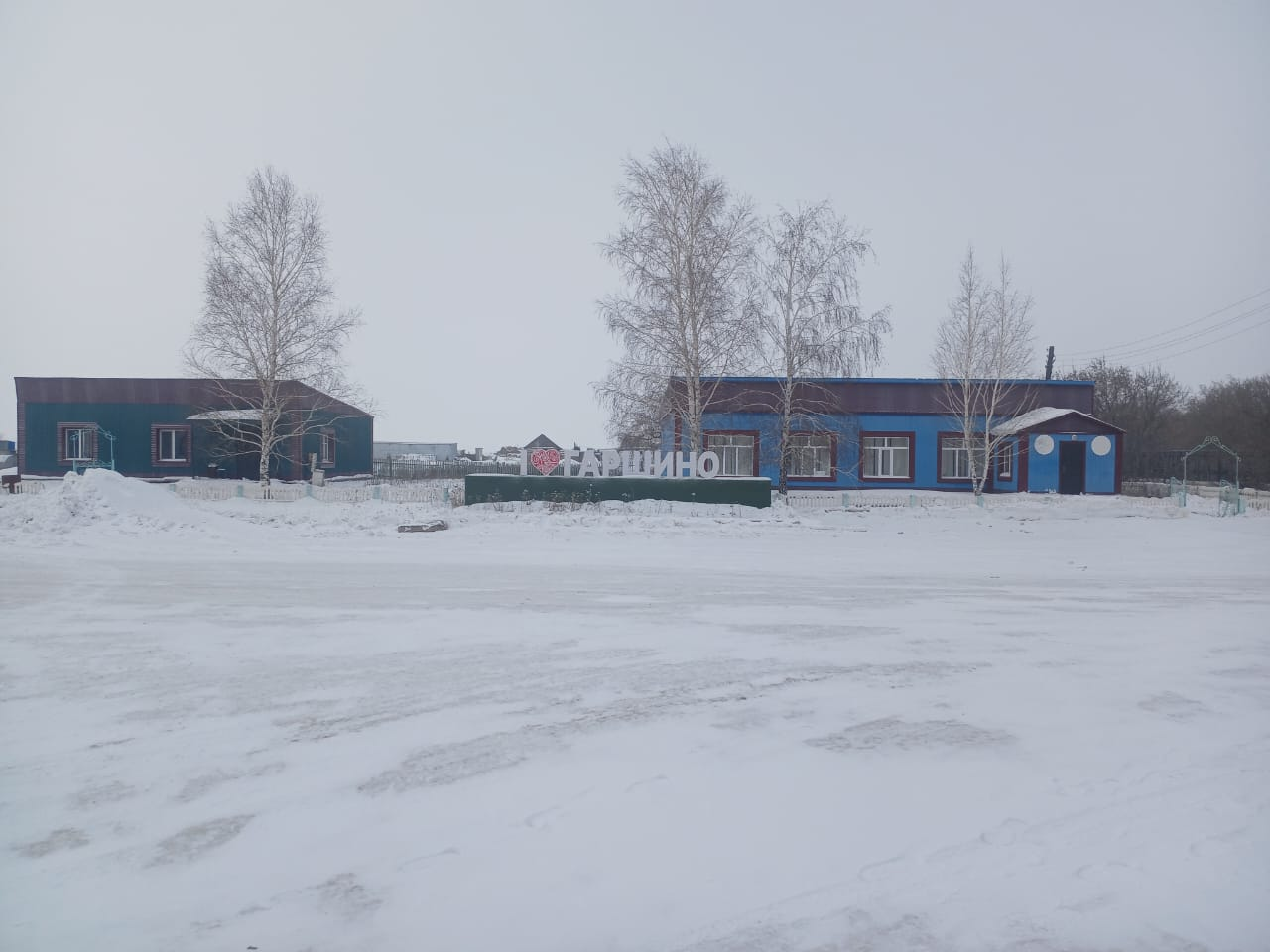
Бильярдный зал, Общежитие, бар, надпись I LOVE ГАРШИНО

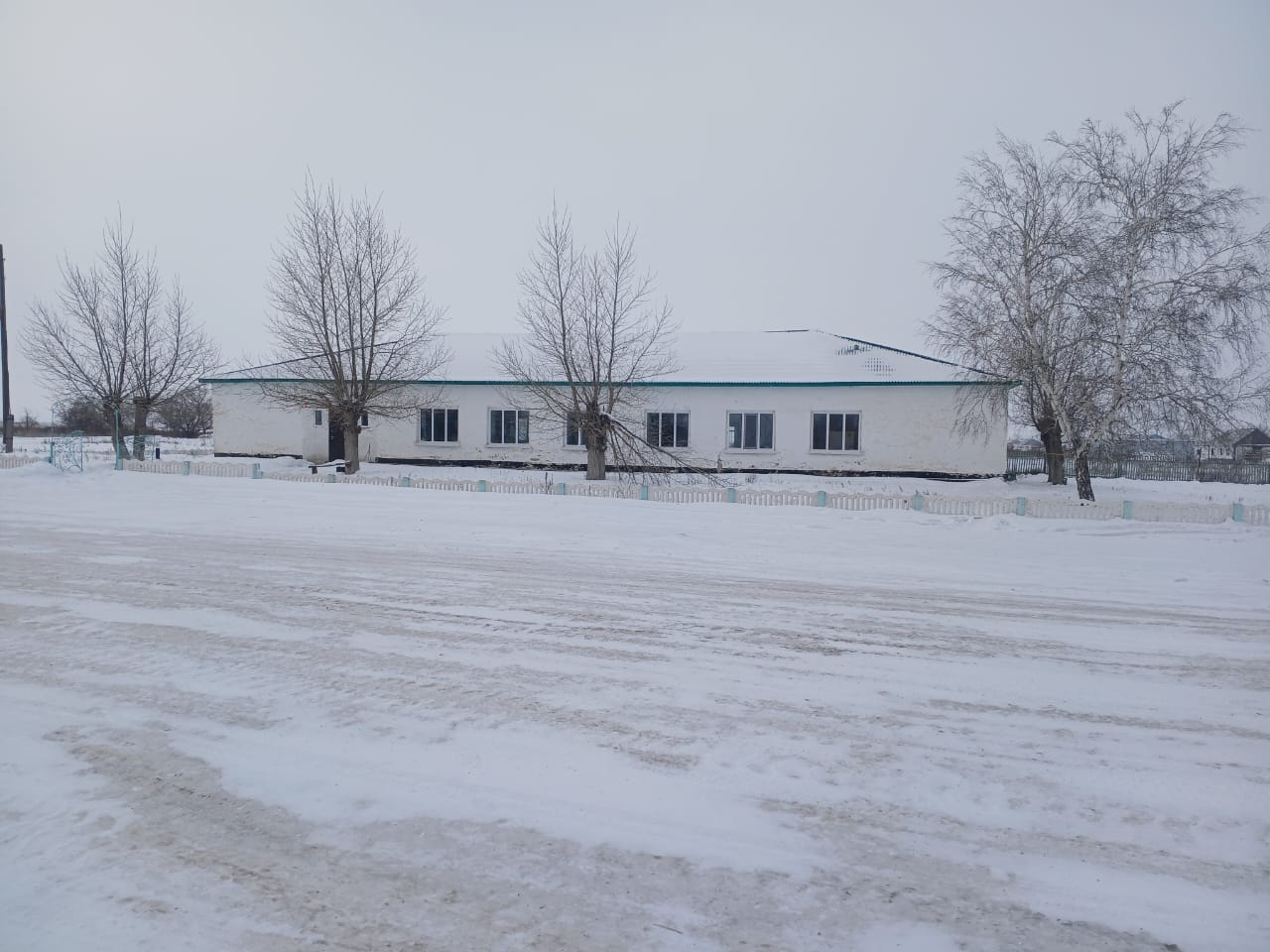
столовая, пекарня

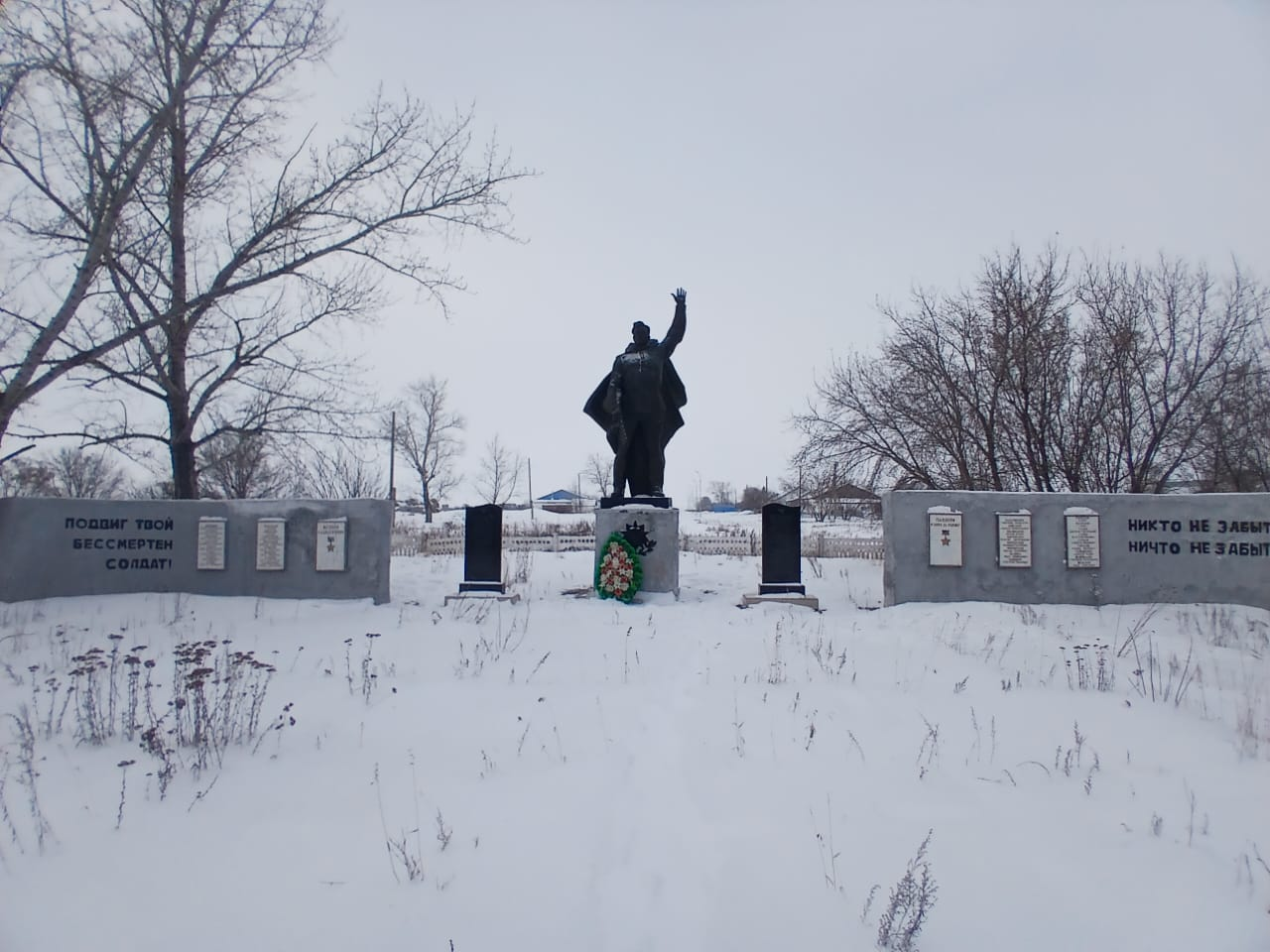
памятник с.Гаршино

Гаршино (каз. Гаршино) — село в районе имени Габита Мусрепова Северо-Казахстанской области Казахстана. Входит в состав Чистопольского сельского округа. Код КАТО — 596665400.

## История
До 2013 года село являлось административным центром упразднённого Гаршинского сельского округа.

## Население
В 1999 году численность населения села составляла 598 человек (313 мужчин и 285 женщин). По данным переписи 2009 года в селе проживало 428 человек (225 мужчин и 203 женщины). В 2024 году количество людей по данным переписи населения учениками Гаршинской СШ составило 278 человек